# Julien Trarieux
Julien Trarieux é um ciclista profissional francês, nasceu a 19 de agosto de 1992 em Nice. Actualmente corre para a equipa francêsa NIPPO DELKO One Provence de categoria UCI ProTeam. Destacou em MTB proclamando-se campeão de France em categoria sub-23 nesta disciplina.

## Palmarés
- Ainda não tem conseguido nenhuma vitória como profissional

## Equipas
- Delko (2018-)
  - Delko Marseille Provence KTM (2018)
  - Delko Marseille Provence (2019)
  - NIPPO DELKO One Provence (2020)